# Ружицкий, Эдмунд
Эдмунд Ружицкий (пол. Edmund Różycki; 13 января 1827, д. Агатьевка, Волынская губерния — 23 мая 1893, Краков) — польский революционер, генерал, участник Восстания 1863—1864 годов. После эмиграции активный деятель польских национальных кругов за границей.

## Биография

### Молодость
Эдмунд Ружицкий родился 13 января 1827 года в деревне Агатьевка, (Волынская губерния, Юго-Западный край, Российская империя) в семье Кароля и Марии Ружицких. Кароль Ружицкий поддержал восстание 1830—1831 годов и стал его активным участником. Поэтому его семья была взята под особый надзор русской администрацией. После неудачной попытки выкрасть из семьи Эдмунда и его брата Станислава, Мария с детьми скрылась в Австрийской Галиции. Однако в 1840 году Ружицкие были выданы русским властям и Эдмунд направлен в Санкт-Петербург под опеку брата императора Николая I — Великого князя Михаила Павловича, который направил 13-летнего Ружицкого в военную академию.

### В царской армии
В 1847 году Ружицкий с отличием закончил Михайловское артиллерийское училище и в звании подпоручика направлен в регулярные войска. Однако с началом революций 1848—1849 гг. в числе других «неблагонадежных» направлен для прохождения службы на Северный Кавказ. Там Ружицкий в 1848—1851 годах принял активное участие в боевых действиях против отрядов имама Шамиля в Дагестане.
В 1851 году за отличия по службе представлен к званию поручика и направлен назад в Санкт-Петербург.
В 1854 году, будучи уже в звании капитана, вновь направлен на Кавказ, где принял участие в Крымской войне. В 1858 году наконец получил 11-месячный отпуск.
Выехал на Волынь, а оттуда уже в Европу. Посетил Францию, Швейцарию и Италию. В Париже он впервые встретился с представителями польской эмиграции. В том числе познакомился с поэтом Северином Гощинским, который служил вместе с его отцом в корпусе генерала Юзефа Дверницкого во время восстания 1830—1831 гг.
После этих знакомств взгляды Ружицкого стали кардинально меняться.
После возвращения из Европы в конце 1858 года был вновь направлен для службы на Кавказе, однако уже через полтора года, в 1860 году, за отличное несение службы его прошение о переводе было удовлетворено и Эдмунда направили для дальнейшей службы во II-й артиллерийский корпус русской армии, который был расквартирован в Житомире.
Спустя год, находясь в звании подполковника, подал прошение об отставке, которое было удовлетворено в ноябре 1861 года.

### Подготовка к восстанию
После отставки Ружицкий стал вести двойную жизнь. Официально поселился в Киеве, и работал геодезистом. Неофициально с сентября 1862 года стал членом организации «красных», и налаживал работу подпольного «Провинциального комитета на Руси» в ряде городов Юго-Западного края. В период с октября по декабрь 1862 года посетил ряд украинских городов с инспекцией. Общая дата восстания в Юго-Западном крае, после совещания со Стефаном Бобровским, была назначена на 26 апреля (8 мая) 1863 года.
По плану, Ружицкий назначался командующим всеми повстанческими соединениями в Волынской губернии. А общее руководство всеми повстанцами Юго-Западного края осуществлял генерал Юзеф Высоцкий. По плану, Ружицкий должен был соединиться с Высоцким в Галиции и вести совместные боевые действия против регулярных войск. К этому времени предполагалось, что благодаря мощной пропагандистской деятельности ячеек организации «красных» в Юго-Западном крае к восстанию удастся присоединить десятки тысяч крестьян, кроме того, заготовить для них достаточную базу материальных ресурсов и оружия.
Для этого была подготовлена так называемая «золотая грамота», по которой всем крестьянам за участие в восстании на польской стороне обещалось отдать в личное пользование поместья тех магнатов и шляхтичей, которые восстание не поддержат.

### Участие в восстании 1863 года
25 апреля (7) мая 1863 год Национальное правительство назначило Эдмунда Ружицкого командующим повстанческими силами на Галиции и Волыни, присвоив ему звание полковника повстанческих войск.
Однако ещё до начала боевых действий план был нарушен и полиции удалось ликвидировать большую часть ячеек организации «красных» в Юго-Западном крае, что привело к разрушению конспиративной сети. В результате золотую грамоту удалось донести не всем и не везде.Кроме того, большая часть местного крестьянства, будучи православными, отнеслась к польскому католическому восстанию либо нейтрально, либо же осталась на стороне российского правительства, стала активно помогать регулярным войскам в поиске и уничтожении групп мятежников.
В итоге к 30 апреля (12 мая) 1863 года общие силы, находящиеся под командованием полковника Ружицкого, насчитывали всего 850 человек. А общее число повстанцев на всей Правобережной Украине едва ли превышало 1500 человек. Им противостояла группировка регулярных войск общим числом в 45000 солдат и офицеров.
В течение 27 — 30 апреля (9 — 12 мая) 1863 года отрядом Эдмунда Ружицкого без боя были заняты такие местечки как Любар (9 мая) и Полонное (12 мая), где повстанцы остановились, ожидая прихода подкрепления с территории Австрийской империи, которое, однако, не пришло. События с 9 по 12 мая 1863 года позже Ружицкий назовет «последним победным маршем». 4 (16 мая) 1863 года повстанцы начали наступление на Мирополь. Однако в ходе двухдневного сражения отряд Ружицкого понес значительные потери и был вынужден отступить 7(19) мая 1863 года на север к Новоград-Волынскому, где ему удалось разгромить посланный на его перехват русский отряд, пленив при этом 39 человек, которые затем были отпущены.
8 (20 мая) у деревни Шаскивицы к нему присоединилось около 60 человек, с которыми он 10 (22 мая) попытался занять город Хмельник, однако из-за недостатка сил, понеся потери, был вынужден отойти на северо-запад. В итоге, с трудом заставив русских отступить под Салихой 14 (26 мая) 1863 года, и не дождавшись в последующие 2 дня подкрепления из Галиции, был вынужден в ночь на 16 (28) мая с остатками отряда отступить в Подольскую губернию, где однако также не нашёл поддержки среди мирного населения и вернулся на Волынь.
29 мая (10 июня) Национальное правительство присвоило Ружицкому звание бригадного генерала. После ряда поражений его отряда от регулярных войск Ружицкий 7 (19 июня) 1863 года с остатками своего отряда бежал на территорию Австрии у города Радивилов, фактически завершив восстание на Правобережной Украине и собственное участие в нём.

## После восстания
Фактический провал кампании Ружицкого был связан в первую очередь с тем, что отряд генерала Юзефа Высоцкого не пришёл на помощь Ружицкому, чтобы объединить свои силы. Кроме того, сам Высоцкий был арестован австрийцами 20 июня (2 июля) 1863 года.
Однако Ружицкий в Австрии на выделенные Национальным правительством деньги к ноябрю 1863 года сумел собрать значительные силы (до 5000 человек). Он намеревался вновь вернуться в Юго-Западный край и начать свою вторую кампанию против регулярных войск. Однако, увидев, что восстание в целом терпит крах как в Царстве Польском, так и в Западном крае, распустил свое соединение, несмотря на протесты представителей Национального правительства, и убыл в Париж. Пробыл в Париже до 1872 года. Тесно общался с генералом Юзефом Гауке-Босаком до его гибели в 1871 году.
В августе 1870 года пытался создать в составе французской армии польский легион, но безуспешно.
Некоторое время был главой «Союза польской эмиграции», однако вскоре сложил с себя полномочия из-за расхождения во взглядах, так как отказался от поддержки Парижской коммуны, в отличие от большинства представителей польской эмиграции, в том числе известного Ярослава Домбровского.
Ещё в 1863 году русские и австрийские власти выдали ордер на его арест. В 1871 году власти Российской империи приговорили его к пожизненной высылке и запрету проживать на её территории. Однако в начале 1872 года власти Австро-Венгрии амнистировали Ружицкого, и ему было разрешено приехать в страну на постоянное местожительство.
Вернулся в Австро-Венгрию в том же 1872 году. Поселился в Кракове, где работал в земельной конторе, более не принимая участия в польской эмиграционной деятельности. Лишь в ноябре 1880 года участвовал в торжественном праздновании 50-й годовщины начала Ноябрьского восстания 1830—1831 годов.
Умер от инфаркта 23 мая 1893 года в Кракове.
Похоронен на Раковицком кладбище рядом с могилой Адама Асныка.
Приказом президента Польской республики Игнация Мосцицкого от 21 января 1933 года посмертно награждён Крестом Независимости с Мечами.